# Tatiana Okupnik
Tatiana Olga Okupnik (ur. 2 września 1978 w Łodzi) – polska piosenkarka, autorka tekstów, kompozytorka i prezenterka telewizyjna.
W latach 1998–2005 wokalistka zespołu Blue Café, z którym wydała dwa albumy studyjne: Fanaberia (2002) i Demi-sec (2003) oraz wylansowała przeboje: „You May Be in Love”, „Do nieba, do piekła”, a z utworem „Love Song” reprezentowała Polskę w 49. Konkursie Piosenki Eurowizji (2004). Od 2005 artystka solowa, wydała trzy płyty: On My Own (2007), Spider Web (2011) i Blizna (2014). Była członkini Akademii Fonograficznej Związku Producentów Audio-Video.
Była jurorką, prowadzącą bądź uczestniczką kilku telewizyjnych programów rozrywkowych oraz wzięła udział w ogólnopolskiej kampanii reklamowej dla jednej dużej firmy.

## Życiorys
Ukończyła naukę w XXVIII Liceum Ogólnokształcącym w Łodzi, a następnie studia na kierunku romanistyka na Uniwersytecie Łódzkim. W młodości uczęszczała do łódzkiej szkoły baletowej, której jednak nie ukończyła.

### Kariera
Początki i współpraca z Blue Café
Była członkinią zespołu Carpe Dream, następnie wystąpiła u Elżbiety Antkowiak w Próbie talentu, gdzie została wypatrzona przez Jarosława Grzelkę, który zaproponował jej współpracę z kabaretem Chichot 2. Na jednym ze spektakli została dostrzeżona przez Pawła Ruraka-Sokala, z którym w 1998 stworzyła zespół Blue Café. W sierpniu 2001 wydali debiutancki singiel „Español”, a później kolejne: „Łap mnie bejbe” i „I’ll Be Waiting”. Również w 2001 otrzymali Fryderyka dla nowej twarzy fonografii. W maju 2002 wystąpili w koncercie „Premier” podczas 39. Krajowego Festiwalu Piosenki Polskiej w Opolu, na którym za utwór „Kochamy siebie” otrzymali Nagrodę Dziennikarzy, a Okupnik ponadto otrzymała festiwalowy tytuł Miss Fotoreporterów. W tym samym miesiącu z zespołem wydała album pt. Fanaberia, który uzyskał status platynowej płyty. 29 sierpnia 2002 otrzymali nagrodę Prezydenta Miasta Łodzi – Ławeczkę Tuwima. W 2002 i 2003 byli nominowani do Europejskiej Nagrody Muzycznej MTV dla najlepszego polskiego wykonawcy.

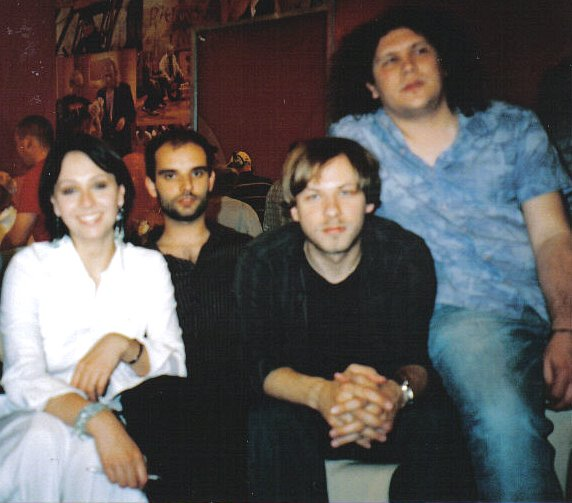
Okupnik z członkami zespołu Blue Café

W styczniu 2003 wraz z zespołem zajęła trzecie miejsce z utworem „You May Be in Love” w finale krajowych eliminacji do 48. Konkursu Piosenki Eurowizji. W czerwcu zespołowo wystąpili na 40. KFPP w Opolu, na którym otrzymali nagrodę za wykonanie piosenki „Do nieba, do piekła” podczas koncertu „Premier” oraz zostali nagrodzeni Superjedynką w kategorii wykonawca roku – muzyka taneczna. W grudniu wydali album pt. Demi-sec, który uzyskał status złotej płyty. W styczniu 2004 z piosenką „Love Song” wygrali finał krajowych eliminacjach eurowizyjnych, dzięki czemu reprezentowali Polskę w 49. Konkursie Piosenki Eurowizji w Stambule, gdzie 15 maja zajęli 17. miejsce w finale. W czerwcu odebrali Superjedynkę za płytę roku z muzyką taneczną (za Demi-sec) na 41. KFPP w Opolu. Dzięki dobrej sprzedaży albumu Demi-sec wystąpili na festiwalu TOPtrendy 2004 w Sopocie jako jedni z 10 dziesięciu artystów, którzy w ciągu ostatnich miesięcy sprzedali najwięcej płyt. W grudniu wystąpili podczas koncertu świątecznego, na którym zaśpiewali swoją wersję utworu „Happy X-mass” i autorską piosenkę „Świąteczna muza”. W 2005 wystąpiła z zespołem w programie Muzyka łączy pokolenia, w którym zaśpiewała w duecie z Michałem Bajorem. 2 września zaśpiewała z grupą na gali Miss Polonia 2005, a dzień później ogólnopolskie media poinformowały o odejściu Okupnik z zespołu.
Kariera solowa
Jeszcze przed odejściem z zespołu, w czerwcu 2005 współprowadziła koncert „Premier” w ramach 42. KFPP w Opolu (z Maciejem Orłosiem) oraz Festiwal Jedynki (z Arturem Orzechem). 9 września 2006 zagrała swój pierwszy koncert po odejściu z zespołu, występując z nowymi piosenkami na 1. Live Music Festival w Krakowie. 16 września była gwiazdą Vena Festival w Łodzi. W tym samym roku użyczyła swojego głosu w grze Heroes of Might and Magic V.

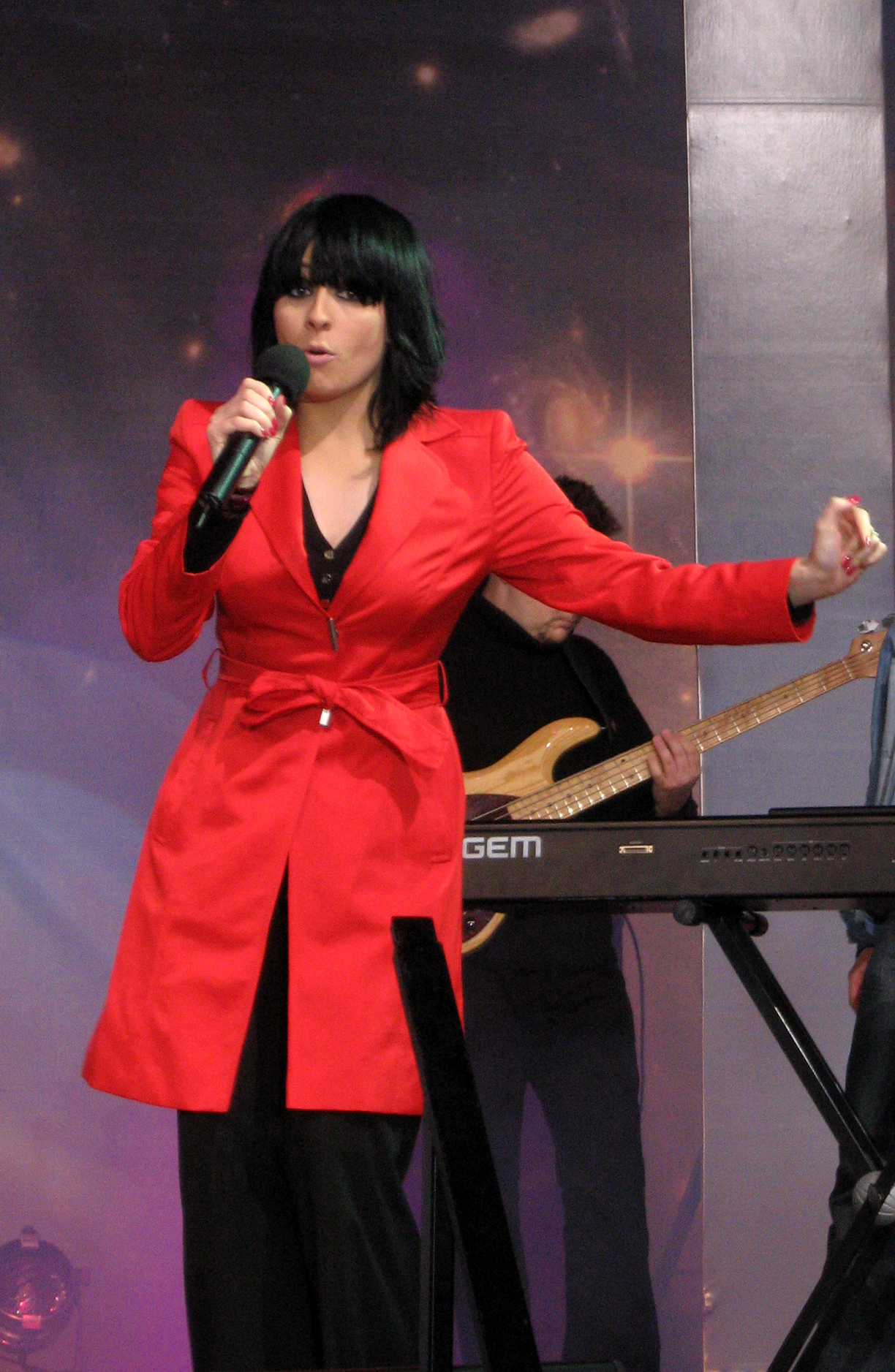
Tatiana Okupnik podczas koncertu, 2007

13 kwietnia 2007 wydała swój debiutancki solowy album pt. On My Own, którego producentem został Lenny White. Płytę promowała singlem „Don’t Hold Back” oraz sesją zdjęciową dla miesięcznika „Machina”, na którego okładce znalazła się fotografia Okupnik stylizowana na scenę z obrazu Szał uniesień. 15 czerwca z Arturem Orzechem poprowadziła koncert „Premiery” w ramach 44. KFPP w Opolu, a w ostatni dzień festiwalu zaśpiewała piosenki „Wielka miłość” (w duecie z Andrzejem Piasecznym) i „Ludzkie gadanie” podczas koncertu „Niebo z moich stron” poświęconemu Sewerynowi Krajewskiemu. Podczas festiwalu odebrała również złotą płytę za swój debiutancki album, a także otrzymała Nagrodę fotoreporterów. 25 lipca wystąpiła jako support przed koncertem zespołu The Rolling Stones na warszawskim Służewcu.
Jesienią 2007 oraz wiosną 2008 współprowadziła z Maciejem Kurzajewskim dwie edycje programu rozrywkowego TVP2 Gwiazdy tańczą na lodzie, za co była nominowana do Telekamer 2008 w kategorii rozrywka (z Kurzajewskim; zajęli piąte miejsce) i do Wiktorów 2007 dla największego odkrycia telewizyjnego. 9 czerwca 2008 rozwiązała umowę z firmą fonograficzną Kayax, a cztery dni później wystąpiła z utworem „Kogo kocham” w konkursie „Premier” na 45. KFPP w Opolu.
14 lutego 2009 wydała singiel „Valentine”, który nagrała z Wyclefem Jeanem. W tym samym roku wydała singiel „Maximum”, który dodawany był do pasty do zębów „blend-a-med 3DWhite LUXE”. Przed wydaniem singla wystąpiła w telewizyjnej reklamie produktu tej marki. 16 maja 2011 wydała na polski i brytyjski rynek album pt. Spider Web, który nagrywała w angielskich studiach Air i Sarm. Mimo współpracy m.in. z Timem Huttonem, Denisem Ingoldsbyem, Wyclefem Jeanem czy Fabolousem, płyta w Polsce nie osiągnęła zamierzonego sukcesu i po wydaniu dwóch singli jej promocja się zakończyła. Znajdujący się na albumie utwór „Been a fool” znalazł się na pierwszym miejscu listy przebojów „Chartbase” w Danii.
Od marca 2012 zasiadała w jury programu TVN X Factor; w drugiej edycji prowadziła grupę „16-24”, w trzeciej – „Zespoły”, a w czwartej – uczestników „25+”. W 2012 użyczyła głosu Wenerys, temperamentnej królowej Amazonek w animowanym filmie Roman barbarzyńca. W maju 2012 nagrodzona została statuetką Plejada Top Ten za „świetny debiut w roli jurora i nową jakość, która wniosła do programu »X Factor«”. W tym samym roku miesięcznik „Forbes” umieścił ją na 92. miejscu listy „100 najcenniejszych gwiazd polskiego show-biznesu”; reklamodawcy wycenili jej wartość rynkową na 296 tys. zł. Pod koniec roku nagrała (z Denmark Street Big Band) i opublikowała w serwisie YouTube cover utworu Adele „Skyfall”, za który portal All About Music przyznał jej nominację za najgorszy występ.
W lutym 2013 w programie Dzień dobry TVN ogłosiła, że wraz z producentem muzycznym Michałem Przytułą pracuje nad trzecim solowym albumem. W grudniu 2013 w tym samym programie premierowo zaśpiewała fragment tytułowego singla z płyty – „Blizna”. Po raz pierwszy na żywo zaśpiewała piosenkę podczas sylwestrowego koncertu TVN w Krakowie. Album Blizna wydała 18 marca 2014 nakładem Parlophone. Płyta zadebiutowała na 14. miejscu listy OLiS i spotkała się z pozytywnym odbiorem; recenzenci chwalili przede wszystkim to, że „po raz pierwszy w swej karierze Tatiana Okupnik nie irytuje swą dawną manierą, wypracowaną w Blue Cafe, a porównywaną przez złośliwców do »kaczego kwakania«. Tym razem jej wokal jest czysty, świadomie trzymany w ryzach, pozbawiony niepotrzebnej ekwilibrystyki wokalnej, sensownie podporządkowany całości kompozycji”. 17 maja 2014 w programie X Factor po raz pierwszy na żywo zaprezentowała drugi singiel z albumu Blizna – „Oczy na zapałki”. W grudniu otrzymała nominację do nagrody Yach Film 2014 za kreację aktorską w teledysku „Blizna”. Od 6 marca do 22 maja 2015 uczestniczyła w trzeciej edycji programu rozrywkowego Polsatu Dancing with the Stars. Taniec z gwiazdami, w parze z Tomaszem Barańskim zajęła drugie miejsce w finale. W maju współprowadziła „Koncert Platynowy” podczas festiwalu muzycznego Polsat SuperHit Festiwal 2015. Wraz z oczekiwaniem na narodziny pierwszego dziecka zawiesiła działalność medialną.
W 2020 publikowała w serwisie YouTube i na portalu Instagram nagrania w ramach cyklu „Liczby mają imiona”, w którym kobiety opowiadały o macierzyństwie, depresji poporodowej i powikłaniach po porodzie. W następnych latach wydała dwa single utrzymane w bluesowej stylistyce, „Mama (idzie w długą)” (2022) i „Puzzle” (2023). W 2024 z utworem „Wracam” wzięła udział w konkursie „Premiery” na 61. Krajowym Festiwalu Polskiej Piosenki w Opolu.

## Życie prywatne
W 2013 w Łodzi poślubiła Michała Micielskiego, byłego koszykarza i menedżera Marcina Gortata. Mają córkę Matyldę (ur. 15 sierpnia 2016) i syna Tymona (ur. kwiecień 2018). Choruje na zespół Ehlersa-Danlosa.

## Dyskografia

### Albumy studyjne
| Rok  | Dane dot. albumu                                                                               | Pozycja na liście | Certyfikat         | Sprzedaż       |
| Rok  | Dane dot. albumu                                                                               | POL               | Certyfikat         | Sprzedaż       |
| ---- | ---------------------------------------------------------------------------------------------- | ----------------- | ------------------ | -------------- |
| 2007 | On My Own - Wydany: 13 kwietnia 2007 - Wytwórnia: Kayax - Formaty: CD, digital download        | 6                 | - POL: złota płyta | - POL: 15 000+ |
| 2011 | Spider Web - Wydany: 16 maja 2011 - Wytwórnia: Sony Music - Formaty: CD, digital download      | 14                |                    |                |
| 2014 | Blizna - Wydany: 18 marca 2014 - Wytwórnia: Parlophone Records - Formaty: CD, digital download | 14                |                    |                |

### Single
| Rok                                                      | Tytuł                                              | Pozycje na listach | Pozycje na listach | Pozycje na listach | Pozycje na listach | Pozycje na listach | Album           |
| Rok                                                      | Tytuł                                              | LP3                | LPMN               | RMF                | SLiP               | WiR                | Album           |
| -------------------------------------------------------- | -------------------------------------------------- | ------------------ | ------------------ | ------------------ | ------------------ | ------------------ | --------------- |
| 2007                                                     | „Don’t Hold Back”                                  | 44                 | –                  | 2                  | 12                 | –                  | On My Own       |
| 2007                                                     | „Keep It on the Low” (oraz Mika i Michał Urbaniak) | –                  | –                  | 8                  | 15                 | –                  | On My Own       |
| 2007                                                     | „Lovin’ You”                                       | –                  | –                  | –                  | –                  | –                  | On My Own       |
| 2008                                                     | „Kogo kocham”                                      | –                  | 57                 | –                  | –                  | –                  | tylko na singlu |
| 2009                                                     | „Valentine” (oraz Wyclef Jean)                     | –                  | –                  | –                  | –                  | –                  | tylko na singlu |
| 2009                                                     | „Maximum”                                          | –                  | –                  | –                  | –                  | –                  | tylko na singlu |
| 2011                                                     | „Spider Web”                                       | –                  | –                  | –                  | –                  | –                  | Spider Web      |
| 2011                                                     | „Been a Fool”                                      | –                  | –                  | –                  | –                  | –                  | Spider Web      |
| 2012                                                     | „Tu i teraz” (oraz Dawid Podsiadło)                | –                  | –                  | –                  | 47                 | –                  | –               |
| 2014                                                     | „Blizna”                                           | –                  | –                  | –                  | 39                 | 1                  | Blizna          |
| 2014                                                     | „Oczy na zapałki”                                  | –                  | –                  | –                  | –                  | –                  | Blizna          |
| 2014                                                     | „Matematyka serc”                                  | –                  | –                  | –                  | –                  | –                  | Blizna          |
| 2022                                                     | „Mama (idzie w długą)”                             | X                  | –                  | –                  | 32                 | 3                  | –               |
| 2023                                                     | „Puzzle”                                           | X                  | –                  | –                  | –                  | –                  | –               |
| 2024                                                     | „Wracam”                                           | X                  | –                  | –                  | –                  | –                  | –               |
| „–” oznacza, że singel nie był notowany na danej liście. |                                                    |                    |                    |                    |                    |                    |                 |